# Садак (посёлок)
Садак — посёлок в Матвеевском районе Оренбургской области в составе сельского поселения Новоспасский сельсовет.

## География
Находится на расстоянии примерно 7 километров на юго-восток от районного центра села Матвеевка.

## Название
Поименован по реке Садак, название которой, по одной из версий, в переводе с монгольского означает "Колчан".

## Население
Население составляло 209 человек в 2002 году (русские 54 %), 132 по переписи 2010 года.